# پرویز دبیری
پرویز دبیری (۱۳۰۰–۱۳۹۱) فرزند مهدی فرزند علی محمد دبیرالملک فراهانی  پزشک و سیاستمدار بود. او اصالتاً از منطقه فراهان، و از طرف جد پدری از نوادگان «قائم‌مقام فراهانی» محسوب می‌شود.

## تحصیلات
پرویز دبیری متولد ۲ اسفندماه ۱۳۰۰ در تهران بود او تحصیلات ابتدایی و متوسطه را در تهران گذراند و سپس وارد دانشگاه تهران برای تحصیل در رشته پزشکی گردید ور در سال ۱۳۲۵ از دانشکده پزشکی دانشگاه تهران فارغ التحصیل شده و در بخش‌های بیولوژی و پاتولوژی دانشگاه تهران به سمت دستیاری مشغول بود. وی سپس به شهر اصفهان آمده و در دانشگاه اصفهان در رشته‌های بیولوژی، بافت‌شناسی و جنین‌شناسی و آناتومی مقایسه‌ای ابتدا به سمت دانشیاری و سپس استادی پاتولوژی (۱۳۳۴) فعالیت نمود.
دبیری سپس با بورسیه مطالعاتی از طرف سازمان بهداشت جهانی (who) از کشورهای مختلف بازدید کرده و برای دوره‌های تکمیلی به مدت یک سال دربخش پاتولوژی دانشکده ویرجینیا (mvc) آمریکا فعالیت نمود. از جمله دیگر فعالیت‌های علمی پرویز دبیری به تأسیس آزمایشگاه بافت‌شناسی و پاتولوژی در بیمارستان‌های وابسته به دانشگاه اصفهان و ایجاد موزه پاتولوژی در بخش آسیب‌شناسی دانشگاه اصفهان اشاره کرد.دانشکده پزشکی اصفهان 
پرویز دبیری در سال ۱۳۵۹ از دانشگاه علوم پزشکی اصفهان بازنشسته شد و در سال ۱۳۶۵ در دانشگاه آزاد نجف آباد مشغول به تدریس شدند.
پرویز دبیری در سال ۱۳۸۰ به عضویت افتخاری فرهنگستان علوم پزشکی انتخاب گشت. کتاب «پاتولوژی تومورهای مثانه» از مجموعه چهل جلدی تومورها در سال ۱۳۷۹ به عنوان «کتاب سال» برگزیده شد. از دیگر افتخارات علمی او انتخاب به سمت پزشک نمونه کشوری «پاتولوژیست نمونه» در سال ۱۳۹۰ می‌باشد..
پرویز دبیری در آکادمی بین‌المللی آسیب‌شناسی و جمعیت بین‌المللی مبارزه با سرطان عضویت داشتند و در سال ۱۹۹۴ به عنوان یکی از پانصد تن دانشمند برگزیده جهانی شناخته شدند

### تألیفات پزشکی
تدوین ۴۰ جلد از مجموعه پاتولوژی تومورها که ۶ جلد آن به چاپ رسیده‌است.
1. پاتولوژی تومورهای ریه
2. پاتولوژی تومورهای پروستات
3. پاتولوژی تومورهای مثانه
4. پاتولوژی تومورهای تیروئید
5. پاتولوژی تومورهای کلیه
6. پاتولوژی تومورهای استخوان
7. ناهنجاریهای مادرزادی قلب
8. راهنمای علمی آموزشی پاتولوژی برای دانشجویان پزشکی

## فعالیت‌های سیاسی
پرویز دبیری از سال‌های آغازین تأسیس حزب ایران و نهضت ملی شدن نفت به ان حزب پیوست او در شورای مرکزی جبهه ملی ایران (جبهه ملی چهارم و پنجم) عضو بود. گزارش پلنوم صالح او در پلنوم الله یار صالح در سال ۱۳۸۲ از سوی اعضای جبهه ملی ایران در اصفهان برای شرکت درکنگره جبهه ملی انتخاب و از سوی شرکت کنندگان در کنگره به سمت عضو شورای مرکزی انتخاب شد. 
شهریار دبیری (پزشک و متخصص پاتولوژی) فرزند چهارم پرویز دبیری می‌گوید که پدرش (پرویز دبیری) از یاران وفادار محمد مصدق و از کسانی بود که در ماجرایقانون ملی شدن صنعت نفت در سال ۱۳۲۹ آن نامه معروف را که به امضای خیلی از اساتید دانشگاه تهران مثل استاد غریب و… رسید، امضا کردند؛ محمد مصدق نامه ای به نام پدر و به امضا خودشان به ایشان دادند که همچنان در خانه ما در اصفهان نگهداری می‌شوند.

## تالیفات و ترجمه‌های غیر پزشکی (ادبی و هنری)
1. ترجمه آثار دکتر کارل (انسان موجود ناشناخته) و (راه و رسم زندگی)
2. ترجمه گلچینی از زندگی حشرات اثر Fabre
3. تدوین کتاب جهان، دنیای زنده، انسان
4. کتاب زندگی و آثار بتهون
5. کتاب زندگی و آثار موتزارت
6. کتاب نفیسِ نگاهی به اصفهان شهر هنر
7. کتاب نفیسِ حکیم ابوالقاسم فردوسی و شاهنامه (گزیده آثار).[۲]

پرویز دبیری